# Latvijska reprezentacija u hokeju na ledu
Latvijska reprezentacija u hokeju na ledu predstavlja državu Latviju u športu hokeju na ledu.

Krovna organizacija: Latvijska federacija hokeja na ledu 
Po stanju ljestvice međunarodne federacije za hokej na ledu, IIHF-a, latvijska reprezentacija zauzima 9. mjesto. 
Trenutačni trener: Oļegs Znaroks. 
Latvija danas ima 2.740 igrača (0,12% stanovništva). 
Najveći uspjesi u povijesti je bilo na svjetskim prvenstvima 2000. i 2004., kada su sudjelovali sve do do četvrtzavršnice. 
- prva utakmica: 27. veljače 1932., Riga, Latvija.  3:0
- najveća pobjeda: 16. ožujka 1993., Bled, Slovenija.  32:0
- najveći poraz: 20. siječnja 1935., Davos, Švicarska.  14:0

## Treneri
- 1992. – 1994.: Helmuts Balderis
- 1994.             : Mihails Beskašnovs
- 1995.             : Ēvalds Grabovskis
- 1996. – 1999. : Leonīds Beresņevs
- 1999. – 2001. : Haralds Vasiļjevs
- 2001. – 2004. : Curt Lindström
- 2004. – 2006. : Leonīds Beresņevs
- 2006.-             - Pjotrs Vorobjovs
- 2006.-danas - Oļegs Znaroks

## Nastupi naOI
- 1920. – 1932. : nisu sudjelovali
- 1936. : 13. mjesto
- 1948. – 1992. : nisu sudjelovali
- 1994., 1998. : nisu izborili nastup
- 2002. : 9. mjesto
- 2006. : 12. mjesto

### Postava na OI 2006.
| Broj     | Ime i prezime         | Mjesto i datum rođenja     | Visna  | Težina | Klub               |
| -------- | --------------------- | -------------------------- | ------ | ------ | ------------------ |
| Vratari  |                       |                            |        |        |                    |
| 1.       | Arturs Irbe           | Riga, 2. veljače 1967.     | 175 cm | 80 kg  | Salzburg Red Bulls |
| 31.      | Edgars Masaļskis      | Riga, 31. ožujka 1980.     | 175 cm | 78 kg  | Neftjanika         |
| 30.      | Sergejs Naumovs       | Riga, 4. travnja 1969.     | 172 cm | 75 kg  | Himik              |
| Obrana   |                       |                            |        |        |                    |
| 2.       | Rodrigo Laviņš        | Riga, 3. kolovoza 1974.    | 180 cm | 84 kg  | Brynas IF          |
| 8.       | Sandis Ozoliņš        | Sigulda, 3. kolovoza 1972. | 188 cm | 92 kg  | Anaheim Ducks      |
| 18.      | Georgijs Pujacs       | Riga, 11. lipnja 1981.     | 182 cm | 96 kg  | HC Riga 2000       |
| 3.       | Arvīds Reķis          | Jurmala, 1. siječnja 1979. | 183 cm | 95 kg  | Augsburg Panthers  |
| 4.       | Agris Saviels         | Riga, 15. siječnja 1982.   | 186 cm | 100 kg | Torpedo            |
| 7.       | Kārlis Skrastiņš      | Riga, 9. srpnja 1974.      | 188 cm | 90 kg  | Colorado Avalanche |
| 23.      | Atvars Tribuncovs     | Ogre, 14. listopada 1976.  | 188 cm | 100 kg | Moru IK            |
| Napadači |                       |                            |        |        |                    |
| 9.       | Ģirts Ankipāns        | Riga, 29. studenog 1975.   | 184cm  | 97 kg  | HC Riga 2000       |
| 21.      | Armands Bērziņš       | Riga, 27. prosinca 1983.   | 192 cm | 98 kg  | HC Riga 2000       |
| 29.      | Aigars Cipruss        | Riga, 12. siječnja 1972.   | 178 cm | 80 kg  | HC Riga 2000       |
| 10.      | Vladimirs Mamonovs    | Riga, 22. travnja 1980.    | 176 cm | 85 kg  | Liepajas Metalurgs |
| 17.      | Aleksandrs Ņiživijs   | Riga, 16. rujna 1976.      | 177 cm | 78 kg  | Torpedo            |
| 13.      | Grigorijs Panteļejevs | Rusija, 13. studenog 1972. | 178 cm | 90 kg  | EK Zell am See     |
| 24.      | Miķelis Rēdlihs       | Riga, 1. srpnja 1984.      | 180 cm | 80 kg  | IF Björklöven      |
| 27.      | Aleksandrs Semjonovs  | Riga, 8. lipnja 1972.      | 181 cm | 91 kg  | Malmö Red Hawks    |
| 47.      | Mārtiņš Cipulis       | Cesis, 29. studenog 1980.  | 179 cm | 87 kg  | HC Riga 2000       |
| 14.      | Leonīds Tambijevs     | Riga, 26. rujna 1970.      | 176 cm | 83 kg  | EV Zeltweg         |
| 12.      | Herberts Vasiļjevs    | Riga, 27. svibnja 1976.    | 180 cm | 85 kg  | Krefeld Pinguine   |
| 15.      | Māris Ziediņš         | Talsi, 3. srpnja 1978.     | 178 cm | 78 kg  | Stockton Thunder   |

## Nastupi naEP-ima
- 1910. – 1929. : nisu sudjelovali
- 1932. : 8. mjesto

## Nastup na SP-ima
- 1930. – 1931.: nisu sudjelovali
- 1933.: 10. mjesto
- 1934.: nisu sudjelovali
- 1935.: 13. mjesto
- 1937.: nisu sudjelovali
- 1938.: 10. mjesto
- 1939.: 10. mjesto
- 1947. – 1992.: nisu sudjelovali
- 1993.: Won C pool (21st place overall)
- 1994.: 2. mjesto u "B"-razredu (ukupno 14.)
- 1995.: 2. mjesto u "B"-razredu (ukupno 14.)
- 1996.: 1. mjesto u "B"-razredu (ukupno 13.)
- 1997.: 7. mjesto
- 1998.: 9. mjesto
- 1999.: 11. mjesto
- 2000.: 8. mjesto
- 2001.: 13. mjesto
- 2002.: 11. mjesto
- 2003.: 9. mjesto
- 2004.: 7. mjesto
- 2005.: 9. mjesto
- 2006.: 10. mjesto
- 2007.:

## Vanjske poveznice i izvori
- International Hockey Forums  Arhivirana inačica izvorne stranice od 16. svibnja 2007. (Wayback Machine) - Forum na engleskom o hokeju u Latviji
- Svi rezultati latvijske reprezentacije  Arhivirana inačica izvorne stranice od 16. svibnja 2007. (Wayback Machine)